# 泰亚纳
泰亚纳（義大利語：Teana），是意大利波坦察省的一个市镇。总面积19平方公里，人口674人，人口密度35.5人/平方公里（2009年）。ISTAT代码为076087。